# Retinoïde

Overzicht van enkel eerste en tweede generatie retinoïden.

De retinoïden vormen een klasse bio-organische verbindingen, die structureel verwant zijn met vitamine A. Ze worden in de geneeskunde gebruikt om de groei van de epitheelcellen te regelen.
Retinoïden vervullen een aantal belangrijke en diverse functies in het lichaam, waaronder bij het zien, de regulatie van celontwikkeling en -differentiatie, de groei van botweefsel, het immuunsysteem en bij de activatie van tumorsuppressorgenen.

## Types
De retinoïden worden onderverdeeld volgens generatie:
- Eerste generatie:  retinol, retinal, tretinoïne, isotretinoïne en alitretinoïne
- Tweede generatie: etretinaat en diens metaboliet acitretine
- Derde generatie: tazaroteen, bexaroteen en adapaleen

## Structuur en eigenschappen
De chemische structuur van een retinoïde is verwant met die van vitamine A. Ze bestaan uit een cyclische groep, een (meestal geconjugeerd) polyeen en een polaire eindgroep. Het geconjugeerde gedeelte bestaat uit afwisselend enkelvoudige en dubbele C-C-bindingen, die verantwoordelijk zijn voor de typische kleur van de retinoïden. De meeste onder hen zijn bijgevolg chromoforen. 
De retinoïden van de eerste en tweede generatie zijn in staat om te binden met welbepaalde receptoren. Dit heeft te maken met de flexibiliteit van de geconjugeerde koolstofketen. De derde generatie is minder flexibel en gaat daardoor minder interacties met receptoren aan.

## Toepassingen
Retinoïden worden voornamelijk in de geneeskunde gebruikt. Ze worden voornamelijk, onder de vorm van geneesmiddelen, bij de behandeling van huidziekten ingezet, onder andere bij huidkanker, acne, psoriasis en dermatoheliosis.

## Toxicologie
De meeste retinoïden zijn toxisch en teratogeen. De specifieke toxiciteit is afhankelijke van de hoeveelheid en de duur van blootstelling aan de stoffen. Symptomen van een intoxificatie zijn onder meer: anorexia, huidontstekingen, haaruitval, hepatosplenomegalie, papilloedema, bloedingen, pseudotumor cerebri. Uiteindelijk kan het ook tot de dood leiden.